# Otto Brunner

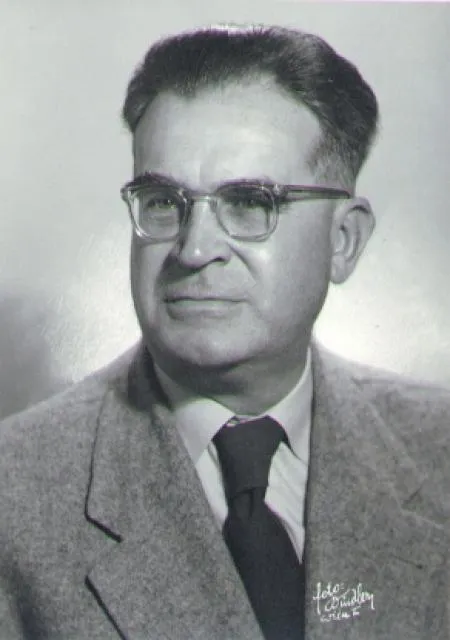
Ritratto dello storico e giurista austriaco Otto Brunner

Otto Brunner (Mödling, 21 aprile 1898 – Amburgo, 12 giugno 1982) è stato uno storico e giurista austriaco.

## Biografia
Il suo nome è legato soprattutto ad alcune opere sulla storia costituzionale e sociale dell'Europa tardo-medievale e moderna.
La sua ricerca ha rappresentato un elemento di grande innovazione all'interno della storiografia praticata in Germania e in Austria nel corso della prima metà del Novecento. Ha insegnato all'Università di Vienna e in seguito in quella di Amburgo. Dal 1940 al 1945, ha diretto l'Institut für Österreichische Geschichtsforschung di Vienna, una prestigiosa scuola di studi storici e archivistici.
All'indomani della fine della Seconda guerra mondiale, a causa dei suoi legami con il regime nazista, Otto Brunner è stato costretto a restare lontano dall'insegnamento per alcuni anni.
A partire dal 1972, insieme a Reinhart Koselleck e a Werner Conze, Brunner si è occupato della cura del Geschichtliche Grundbegriffe. Historisches Lexikon zur politisch-sozialen Sprache in Deutschland, un ampio dizionario dei concetti storici fondamentali, la cui redazione finale, conclusasi dopo la sua morte, raccoglierà 122 lemmi, da "Adel" (nobiltà) a "Zivilisation" (civiltà), otto volumi (di cui l'ultimo, in due tomi, è costituito dall'indice) per circa 9000 pagine.  

## Opere
- Die Finanzen der Stadt Wien von den Anfängen bis ins 16. Jahrhundert, 1929
- Land und Herrschaft. Grundfragen der territorialen Verfassungsgeschichte Südostdeutschlands im Mittelalter, Baden bei Wien, 1939 (nuova edizione: 1965)
  - Land and Lordship. Structures of Governance in Medieval Austria, (trad. di Howard Kaminsky e James Van Horn Melton, dalla 4ª ed.), University of Pennsylvania Press, 1995 ISBN 0812281837
- Adeliges Landleben und europäischer Geist. Leben und Werk Wolf Helmhards von Hohberg, 1612, 1949
- Die Rechtsquellen der Städte Krems und Stein, Ed. Hermann Böhlaus Nachfolger, Graz, 1953
- Abendländisches Geschichtsdenken, 1954
- Neue Wege der Sozialgeschichte, 1956 (2ª edizione: Neue Wege der Verfassungs-und Sozialgeschichte, 1968)
  - Per una nuova storia costituzionale e sociale, a cura di Pierangelo Schiera, Ed. Vita e Pensiero, 2000 ISBN 8834300661
- Europa und Übersee, Verlag Hans Bredlow Institut, Amburgo, 1961
  - Sozialgeschichte Europas im Mittelalter, Vandenhoeck & Ruprecht, 1978 (2ª edizione: 1984. Apparso per la prima volta come Inneres Gefüge des Abendlandes, Vol. 6 di Historia Mundi, 1958)
    - Storia sociale dell'Europa nel Medioevo, collana Universale paperbacks il Mulino, 1998 ISBN 8815066683
- Die politische Stellung des fränkischen Reichskreises im Siebenjährigen Krieg (Dissertazione inaugurale presso l'Università Friedrich-Alexander di Erlangen-Norimberga), 1965
- Geschichtliche Grundbegriffe. Historisches Lexikon zur politisch-sozialen Sprache in Deutschland, 1995, ISBN 978-3-129038505